# Francisco Flores Córdoba
Francisco Flores Córdoba (18 de enero de 1933-13 de noviembre de 1986), más conocido como Panchito Flores, fue un futbolista mexicano que jugaba en la posición de mediocampista. Jugó para el San Sebastián de León, el Club Deportivo Guadalajara y fue parte del Campeonísimo, también participó con el Oro de Jalisco.
Comenzó jugando en las infantiles del club Occidente, después pasaría al estándar y jugaría en las juveniles especiales, después regresa al club Occidente para jugar en la categoría de reservas, tiempo después figuraría en la Selección Jalisco juvenil. Estuvo un tiempo con el San Sebastián de León, pero regresaría a Guadalajara para jugar 4 temporadas en las reservas del Guadalajara.
A la salida del "Zurdo" Rivera del equipo rojiblanco, el entonces entrenador Donaldo Ross decide darle una oportunidad colocándolo en el mediocampo. Tiempo después pasaría al Club Deportivo Oro.
Con la Selección de fútbol de México jugó el Mundial de Suecia en 1958, vistió la camiseta verde en 11 ocasiones marcando 5 goles, marcando 3 goles en un encuentro frente Antillas Neerlandesas.

## Participaciones en Copas del Mundo
| Mundial                        | Sede   | Resultado    |
| ------------------------------ | ------ | ------------ |
| Copa Mundial de Fútbol de 1958 | Suecia | Primera fase |

## Palmarés

### Campeonatos regionales
| Título                   | Club                       | País   | Año  |
| ------------------------ | -------------------------- | ------ | ---- |
| Copa de Oro de Occidente | Club Deportivo Guadalajara | México | 1960 |

### Campeonatos nacionales
| Título                    | Club                       | País   | Año     |
| ------------------------- | -------------------------- | ------ | ------- |
| Primera división mexicana | Club Deportivo Guadalajara | México | 1956/57 |
| Campeón de Campeones      | Club Deportivo Guadalajara | México | 1957    |
| Primera división mexicana | Club Deportivo Guadalajara | México | 1958/59 |
| Campeón de Campeones      | Club Deportivo Guadalajara | México | 1959    |
| Primera división mexicana | Club Deportivo Guadalajara | México | 1959/60 |
| Campeón de Campeones      | Club Deportivo Guadalajara | México | 1960    |
| Primera división mexicana | Club Deportivo Guadalajara | México | 1960/61 |
| Campeón de Campeones      | Club Deportivo Guadalajara | México | 1961    |
| Primera división mexicana | Club Deportivo Guadalajara | México | 1961/62 |

### Copas internacionales
| Título                           | Club (*)                   | Lugar  | Año  |
| -------------------------------- | -------------------------- | ------ | ---- |
| Copa de Campeones de la Concacaf | Club Deportivo Guadalajara | México | 1962 |

- Datos: Q1441957